# Cadott
Cadott é uma vila localizada no estado norte-americano de Wisconsin, no Condado de Chippewa.

## Demografia
Segundo o censo norte-americano de 2000, a sua população era de 1345 habitantes. 
Em 2006, foi estimada uma população de 1352, um aumento de 7 (0.5%).

## Geografia
De acordo com o United States Census Bureau tem uma área de 
8,7 km², dos quais 8,6 km² cobertos por terra e 0,1 km² cobertos por água.

## Localidades na vizinhança
O diagrama seguinte representa as localidades num raio de 24 km ao redor de Cadott. 